# 수호이 Su-17
수호이 Su-17은 소련을 위해 개발된 가변익 전투폭격기이다. 북대서양 조약 기구(NATO)의 보고명은 "피터"이다. 수호이 Su-7에서 개발된 Su-17은 소련의 첫 가변익 항공기였다. Su-20과 Su-22는 Su-17의 변형으로 간주되어 왔다.
Su-17은 오랜 경력을 가지고 있으며 러시아, 옛 소련의 공화국, 옛 바르샤바 조약, 아랍권 국가, 앙골라, 페루 등 많은 공군이 운용하고 있다.

## 발전

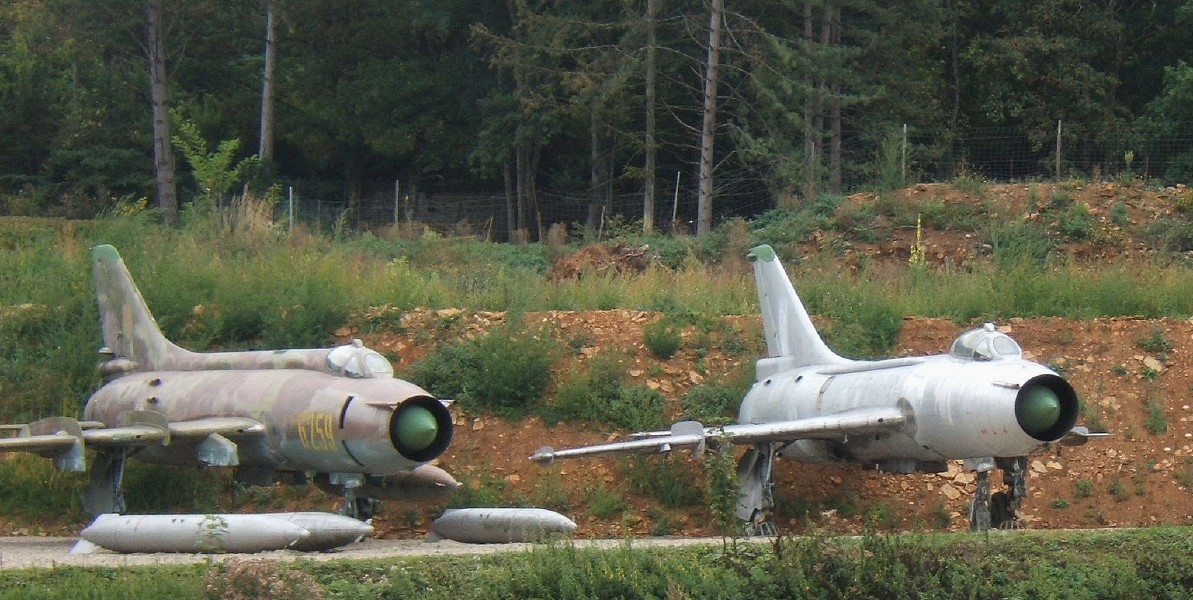
Su-20(왼쪽)이 더 오래되고 유사한 Su-7BKL 옆에 있다.

수호이 설계국은 Su-7 전투기가 투입된 직후인 1960년대 초에 항공기를 위한 심층적인 현대화 프로그램을 개발하라는 명령을 받았다. 이 프로그램은 주로 기내 항전 및 이륙/착륙 성능 특성을 업데이트하는 것을 목표로 한다. 그 당시 더 많은 관심을 받고 있는 가변 형상 날개라는 개념도 채택되었다. 이 프로그램은 수호이의 수석 디자이너인 니콜라이 지린이 이끌기로 되어 있었다.
Su-7B의 저속 이착륙 성능을 향상시키기 위해 1963년 수호이 OKB는 TsAGI의 입력을 받아 가변익 기술 시연기를 만들었다. S-22I(또는 Su-7IG, NATO 명칭 "피터-B")는 Su-7BM에서 개조된 것으로 날개 안쪽 부분을 28°, 45°, 62°까지 쓸 수 있는 이동 가능한 외부 세그먼트로 고정했다. S-22는 1966년 8월 2일 블라디미르 일류신이 조종을 맡으면서 처음으로 이륙했다. 이후 1967년 7월 도모데도보에서 열린 항공 퍼레이드에서 대중에게 공개되었다. 비행 시험 결과, 새로운 구성은 항공기의 이륙/착륙 특성과 항속거리 및 내구성을 모두 향상시킨 것으로 밝혀졌다. 조종 능력 또한 고정익 Su-7보다 전반적으로 뛰어났는데, 단, 정지 임박에 대한 경고를 위해 더 이상 높은 각도의 공격을 하지 않는다는 점을 제외하면 말이다. 1969년 소련 공산당 중앙위원회와 소련 장관 소비에트의 공동 결의에 따라 이 항공기는 순차적으로 생산되었다. Su-7IG의 설계는 S-32의 내부 명칭을 정당화할 수 있는 충분한 차이를 가지고 더 수정되었다. S-32는 1969년 7월 1일 예브게니 쿠쿠셰프와 함께 처음 발사되었다.
Su-17은 1969년 유리 가가린 항공 공장(현 KnAAPO)에서 생산되었다. 극동군 오크루그 제523항공연대는 Su-17을 받은 최초의 부대였다. Su-17은 1990년까지 총 2867대가 생산되었다.
Su-17은 이전 모델인 Su-7과 거의 유사하며, 전투 생존성을 희생하여 무게를 줄이는 방법이 추가되었다.
프로토타입 S-22I는 날개를 제외하고 Su-7과 거의 차이가 없었다. 그것은 나중에 사고로 잃어버렸다.
S-22I에 이어 S32-1과 S32-2로 명명된 두 개의 시제품이 제작되었다. 2대의 항공기는 항전기를 업데이트하였고, 기존의 AP-28I-2 자동 조종 장치를 새로운 SAU-22 자동 제어 시스템으로 교체하였다.
다음 시리즈 시제품은 Su-7-85로, 85는 배치 번호를 나타내며, Su-7부터 계속되었다. 10대의 항공기는 완전히 재설계된 기체, 유선형 조종석(Su-7U와 유사), 추가 및 접근성이 더 좋은 정비 해치, 그리고 위로 열리는 캐노피를 통합했다. 조종석의 앞부분은 앞유리와 두 개의 전열식 측면 창으로 보호되었다. 이어 나온 86번째 배치의 처음 세 대의 항공기는 엔진 컴프레서의 9단으로부터 가져온 따뜻한 공기가 있는 투명한 앞유리를 통합했다. 그러나, 이 새로운 앞 유리는 리페츠크에 있는 제4공군인사센터의 테스트에 따라 전통적인 유리창에 유리되었다.
Su-7-85는 개조된 KS4-S32 발사대를 장착하여 사고 발생 시 시속 140~170km 이상의 속도로 안전하게 발사할 수 있다.
Su-17의 연료 시스템은 Su-7의 연료 시스템을 개조하여 3개의 경량 탱크에 연료를 저장하였고, 각각 600리터의 용량을 가진 4개의 일회용 보조 탱크(Su-7B에 사용됨) 또는 1150리터 용량의 PTB-1150 탱크 2개를 동체 아래의 "습식"에 장착하였다.
날개는 S-22I 프로토타입에 탑재된 것과 크게 다르지 않았다. 날개의 고정된 부분은 회전하는 부분의 절반 길이이다. Su-17은 날개가 최대 스윕으로 되어 있어 Su-7과 거의 동일하게 보일 것이다. 날개의 정지부에는 슬라이드 아웃 플랩을 설치하고, 회전부에는 슬랫, 회전 플랩, 에일러론을 장착하였다. 날개의 스위프 각도는 30°와 63° 사이에서 구성될 수 있다. 가로와 세로 꼬리는 55°에서 쓸어 담는다.
비행 제어는 비후진식 유압 부스터, 좌우 에일러론의 경우 BU-220DL2, -220DP2, 안정기의 경우 BU-250L, 방향타용 BU-250DRP에 의해 지원되었다. 비행 제어 시스템은 스틱과 방향타 페달에 피드백 힘을 제공하기 위해 스프링 부하가 걸려 있다.
Su-17에는 3개의 독립적인 유압 시스템이 설치되어 있다. 즉, 작동 시스템과 2개의 부스터 시스템이 있으며, 각 시스템에는 자체 유압 펌프가 있다. 작동 유압 시스템은 날개의 스위프 각도 조정, 착륙 기어, 플랩 및 슬랫의 전개/수축, 흡기 램프 조정, SAU-22 자동 조종 장치에 사용되는 비행 제어 메커니즘, 그리고 조종 앞바퀴의 조정을 담당했다. 부스터 시스템은 비행 표면을 제어한다. 두 시스템 중 하나가 고장 났을 때 안전하게 작동하도록 두 시스템이 병렬로 작동한다. 나머지 운영체제는 절반의 전력에도 불구하고 여전히 모든 비행 표면에 전력을 공급할 것이다. Nr1 부스터 시스템은 또한 날개의 회전 부분을 구동하는 GM-40 유압 모터에 전원을 공급한다. 모든 유압 시스템에는 AMG-10 유압 오일이 공급되며, 표준 작동 압력은 부스터 시스템의 경우 215kgf/cm2, 작동 시스템의 경우 210이다.
150 kgf/cm2 압력의 공압 시스템은 비상 착륙 장치/플랩 전개 시스템뿐만 아니라 착륙 기어에 정상 및 비상 브레이크를 작동시키고, 항공기에 장착된 2개의 NR-30 대포를 충전하고, 조종석을 가압하고, 캐노피를 열고 닫으며, 유압 유체 탱크를 가압하는 역할을 했다.
Su-17은 리울카 AL-7F1-250을 개조하여 제작하였으며, 추력은 9600 kgf였다. 그것은 중복성을 가진 압축기 액추에이터와 흡기 조절 시스템을 갖추고 있었다. 그 항공기는 엔진을 교체하기 위해 두 부분으로 분해될 필요가 있을 것이다. SPRD-110 RATO 부스터는 짧은 활주로에서 이륙을 용이하게 하기 위해 사용할 수 있으며, 최대 3000 kgf의 순간 추력을 제공한다.
온보드 전자 장치는 28V DC 회로와 115V, 400Hz 단상 교류 회로에 의해 공급되며, 2개의 GS-12T DC 발전기, SGO-8TFAC 발전기, 20NKBN25 니켈-카드뮴 전지에 의해 공급된다.
Su-17은 BDZ-56FNM 폭탄 랙으로 자유낙하 핵폭탄을 탑재할 수 있다. 또한 핵 무기의 무단 사용을 방지하기 위해 폭탄을 무장하고 방출하기 전에 정확한 코드 입력을 요구하는 특수 코드 장치가 조종석에 설치되었다. 이 항공기는 또한 핵폭탄을 투하할 수 있는 토스 폭격 능력을 가지고 있으며, 목표물에 접근하여 가파른 상승과 거의 수직으로 향할 때 폭탄을 방출하고, 폭발 반경을 벗어나기 위해 애프터버너를 작동시킬 수 있다. 특수 IAB-500 폭탄은 그러한 폭격 기술을 연습하기 위해 특별히 만들어졌다.

## 운영 이력

### 소련/러시아

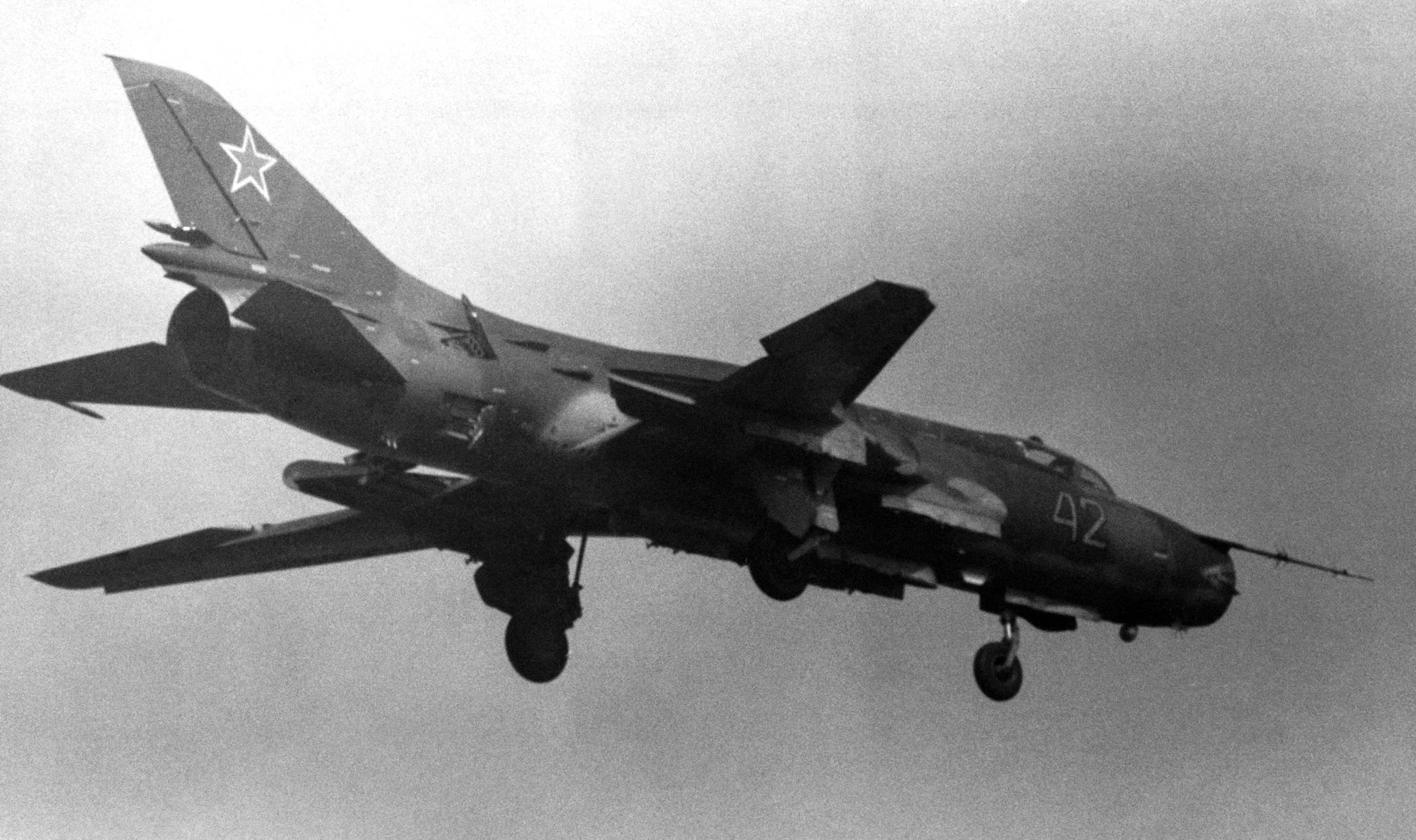
소련 Su-17M

Su-17M3/4은 제1차 체첸 전쟁 당시 수호이 Su-24, 수호이 Su-25와 함께 지상 공격 및 정찰 임무에 사용되었다.
1998년 러시아 공군은 MiG-23/27과 함께 Su-17M4를 퇴역시켰다.

### 앙골라
소련은 1982년 또는 1983년 12대의 Su-20M을 앙골라 공산정부에 공급했고, 이는 15번째 FS의 기반이 되었다. 1985년까지 최소 6대의 항공기를 잃었고, 1988년에는 3대의 항공기를 잃었으며, 1989년~1990년 소련의 14대의 Su-22M-4K와 2대의 Su-22로 강화되었을 때 2대의 Su-22UM-3K 항공기가 남아 있었다(모사메드스에 본거지를 둔 제26항공연대에 편입). 1999년 벨라루스에서 두 번째 수송은 Su-22 2대로 구성되었다. 1999-22M-4는 10대의 Su-22M-4와 1대의 Su-22UM-3K로 구성되어 있다.
이 항공기는 UNITA와의 전쟁에서 많이 사용되었다. 사고나 전투력 소모로 분류될 수 없는 전술한 손실로부터, 1987년에 직렬 C510인 Su-20M만이 격추된 것으로 알려졌으며, 1994년 11월 6일 UNITA가 우암부를 공격하던 중 카툼벨라에 기지를 둔 Su-22가 지대공 미사일에 의해 격추된 것으로 더 문서화된 사례가 있다. 그 조종사는 비행복을 벗은 후 맨몸으로 탈출할 수 있었다.

### 이라크

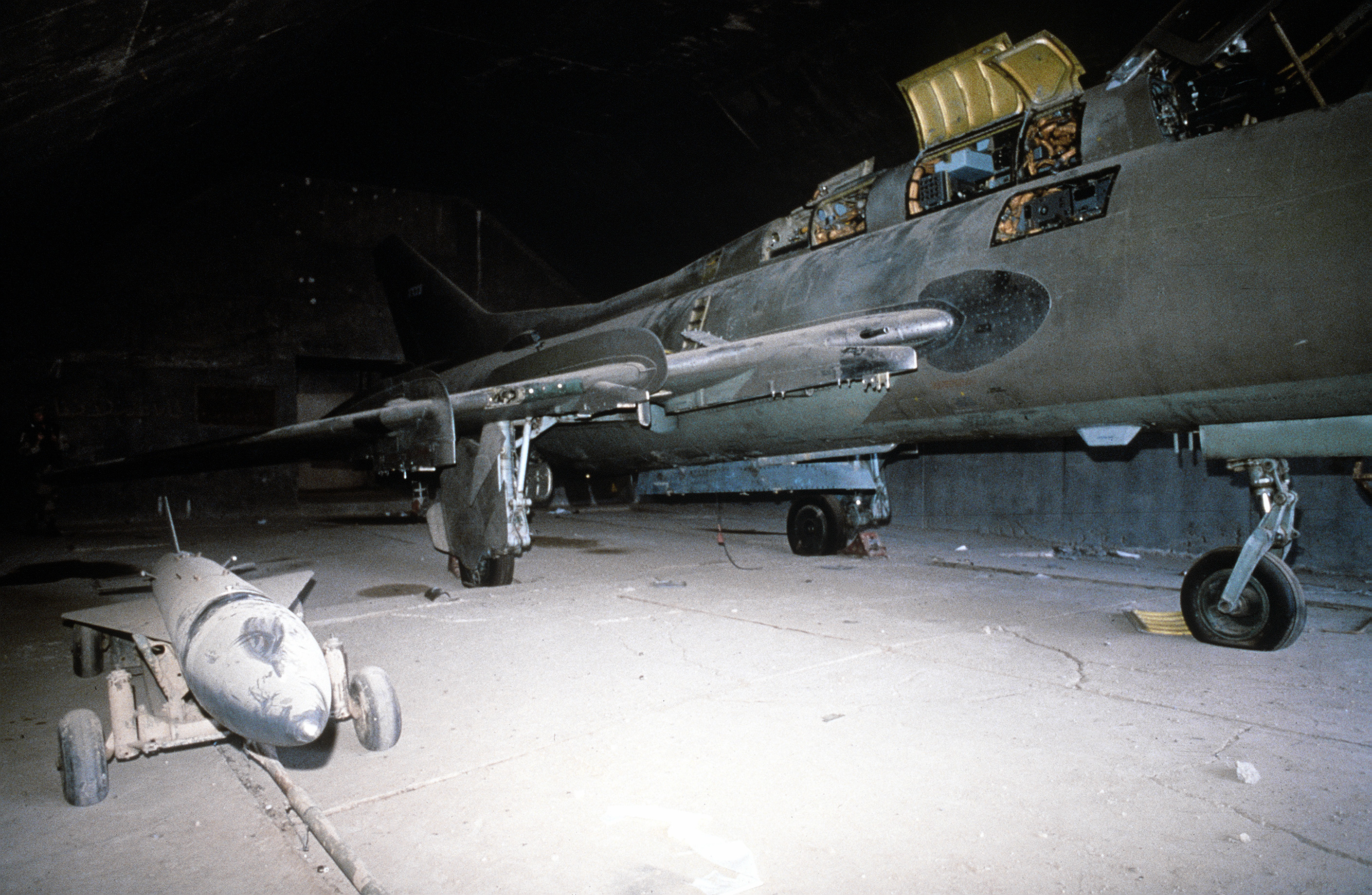
이라크 Su-22M 항공기가 사막 폭풍 작전 중 연합군의 공습으로 파손된 격납고에 있다.

1980년 9월 22일부터 1988년 8월 20일까지 이란-이라크 전쟁 기간 동안, 이라크는 Su-17 수출용 Su-20, Su-22를 구형 Su-7과 함께 사용했다. 그들은 주로 지상 공격과 근접 공중 지원 역할에 사용되었다. 이란의 그러먼 F-14 톰캣은 21대의 Su-20/-22를 격추시켰으며, 이는 서방측 소식통에 의해 확인되었다. 18대의 Su-20/-22는 이란의 맥도널 더글러스 F-4 팬텀에 의해 격추되었고, 3대는 이란의 노스롭 F-5에 의해 격추되었다. 1980년 10월 20일, 이라크 Su-20이 이란의 F-4E를 30mm 대포로 격추시켰다.
이라크의 공식 기록에 따르면 쿠르드족과 이란과의 전쟁 기간 동안 Su-20 항공기의 손실은 없었다고 한다. 20대의 Su-22M2, 2대의 Su-22M3, 7대의 Su-22M4가 이란과의 전쟁에서 소실되었다.
1991년 걸프 전쟁 당시 이라크 Su-22는 이라크 정부가 이라크 공군을 불신했기 때문에 제한적으로 활동했다. 1991년 2월 7일, 맥도널 더글러스 F-15 이글은 IQAF가 이란으로 항공기를 이동시킬 때 AIM-7 공대공 미사일을 사용하여 Su-20/22 2대와 Su-7 1대를 격추시켰다. 더 많은 사람들이 연합 공군에 의해 지상에서 파괴되거나 이란으로 대피하여 돌아오지 못했다.
1991년 3월 20일과 22일, Su-20/22 2대가 미국 공군의 F-15C에 격추되었다.

### 리비아

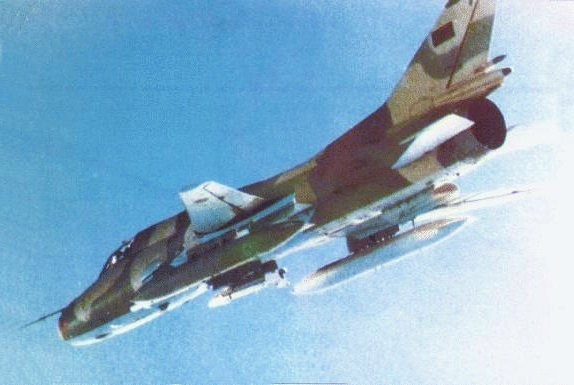
리비아 Su-22M

1981년 8월 19일 미국 해군 그러먼 F-14 톰캣이 Su-22 2대를 시드라 만에서 격추시켰다. Su-22 1대가 F-14 중 한 대에 정면으로 K-13 미사일을 발사했지만, 미사일은 피했다. 둘 다 AIM-9 사이드와인더 미사일에 의해 격추되었다.
1987년 10월 8일, 차드-리비아 전쟁의 여파로 Su-22가 차드군에 의해 발사된 FIM-92A에 의해 격추되었다. 조종사, 대장 디야 알딘, 탈출했다가 붙잡혔다. 그는 나중에 프랑스 정부에 의해 정치적 망명을 허가받았다. 회수 작전 중, 리비아의 미코얀-구레비치 MiG-23가 FIM-92A에 의해 격추되었다.
2011년 2월 23일 리비아 Su-22가 벵가지 인근에서 추락했다. 승무원인 아티아 압델 살레말 압달리 대위와 그의 2인자인 알리 오마르 카다피는 리비아 내전에 대응하여 도시를 폭격하라는 명령을 받았다. 그들은 비행기에서 탈출하여 낙하산을 타고 지상으로 내려오며 거절했다. Su-22는 2011년 2월 중순부터 3월 중순까지 리비아 왕당파 군대가 국제 임무가 시작되어 비행 금지 구역이 부과된 시점까지 사용하였다. 2011년 3월 초, Su-22는 빈 자와드의 반카다피 진지를 공격했다.
3월 27일, 리비아 공군 Su-22 1대가 벨기에 공군 F-16AM에 의해 파괴되었다.

## 같이 보기
- 수호이 Su-7
- A-7 콜세어 II
- SEPECAT 재규어